# 対水上戦
対水上戦（英語: Anti-surface warfare, ASuW）は、水上艦艇に対する海戦のこと。

## 概要
対水上戦とは、巡洋艦や駆逐艦などの水上艦艇同士により行われる最も伝統的な海戦の形態である。古代では移乗攻撃や体当たり攻撃により行われ、艦砲の発達により遠距離での砲撃戦が主役となり、魚雷や艦対艦ミサイルの誕生により複雑化した。
現代では、かつてのような純粋な水上戦ではなく、しばしば潜水艦や航空機も介入する複雑な戦闘形態となってきている。そのため、現代の水上艦艇は、対空・対潜・対艦の武装がシステム的に運用できるように搭載されることが重要となっている。